# Равај Фатијаки
Равај Фатијаки (енгл. Ravai Fatiaki; 1. март 1987) професионални је фиџијански рагбиста и репрезентативац, који тренутно игра за Вустер вориорсе. Играо је на Фиџију за аматерски рагби клуб Наусори, до 2011. када је прешао y енглески Вустер. Дебитовао је за репрезентацију Фиџија против Јапана у тест мечу 2009. Био је део репрезентације Фиџија на светском првенству 2011. За репрезентацију Фиџија постигао је 1 есеј у 8 утакмица.